# Ettaro globale
L'Ettaro Globale, dall'inglese Global Hectare, rappresenta la misura totale della biocapacità della Terra, misurata da quelle che sono le potenzialità di produzione a partire dagli ecosistemi presenti sul territorio. Un Ettaro Globale rappresenta invece il valore medio di produttività, sempre in termini biologici, per ogni ettaro di superficie del pianeta.
Prendendo il totale della biocapacità della Terra e dividendolo per il numero degli ettari della sua superficie si ottiene la media di produttività per ettaro.
Con il termine ettaro globale pro capite ci si riferisce al rapporto tra la quantità di risorse sfruttabili da terra ed acqua presenti sul pianeta diviso il suo numero di abitanti. Nel 2005 ad esempio, si contavano 13,6 miliardi di ettari di terra ed acqua a disposizione di 6,5 miliardi di persone: che significa una media di 2,1 ettari per persona.

## Applicazioni
L'utilizzo dell'ettaro globale risulta efficace quando occorre misurare la capacità che una determinata area possiede di soddisfare le necessità alimentari della popolazione che la abita, relativamente alle possibilità offerte della tecnologia disponibile. È utile inoltre per stimare la capacità totale della Terra.
Un qualsiasi ettaro del pianeta può essere espresso in ettari globali equivalenti. Questa operazione consente di legare direttamente il valore, in termini di biocapacità, di un normale ettaro a quello che più realisticamente esso rappresenta per il fabbisogno umano, così un ettaro di pianura lussureggiante risulterà valere di più rispetto ad uno desertico.
Può anche essere usato per dimostrare che la Terra potrebbe sostenere popolazioni diverse per diversi alimenti (la carne in genere richiede più terra, acqua e consumo di energia per produrne una certa quantità, rispetto alla quantità equivalente di cibo vegetale, e quindi sostenere una dieta a base di carne richiederebbe un pianeta meno popolato).
Inoltre, seguendo questa logica, ne risulta che a seconda del valore di ettari globali a disposizione, e rappresentando per di più un valore limitato,

## Ettaro equivalente
L'ettaro  globale medio potrebbe occupare l'area di un ettaro standard. Un ettaro è una unità di superficie pari a 10.000 m2 (107.639 piedi quadrati), 2.471 acri, 0,00386102 miglia quadrate, od un ettometro quadrato (1 hm2).